# Verneuil-sous-Coucy

Verneuil-sous-Coucy este o comună în departamentul Aisne din nordul Franței. În 1 ianuarie 2022 avea o populație de 136 de locuitori.